# Minoische Kunst

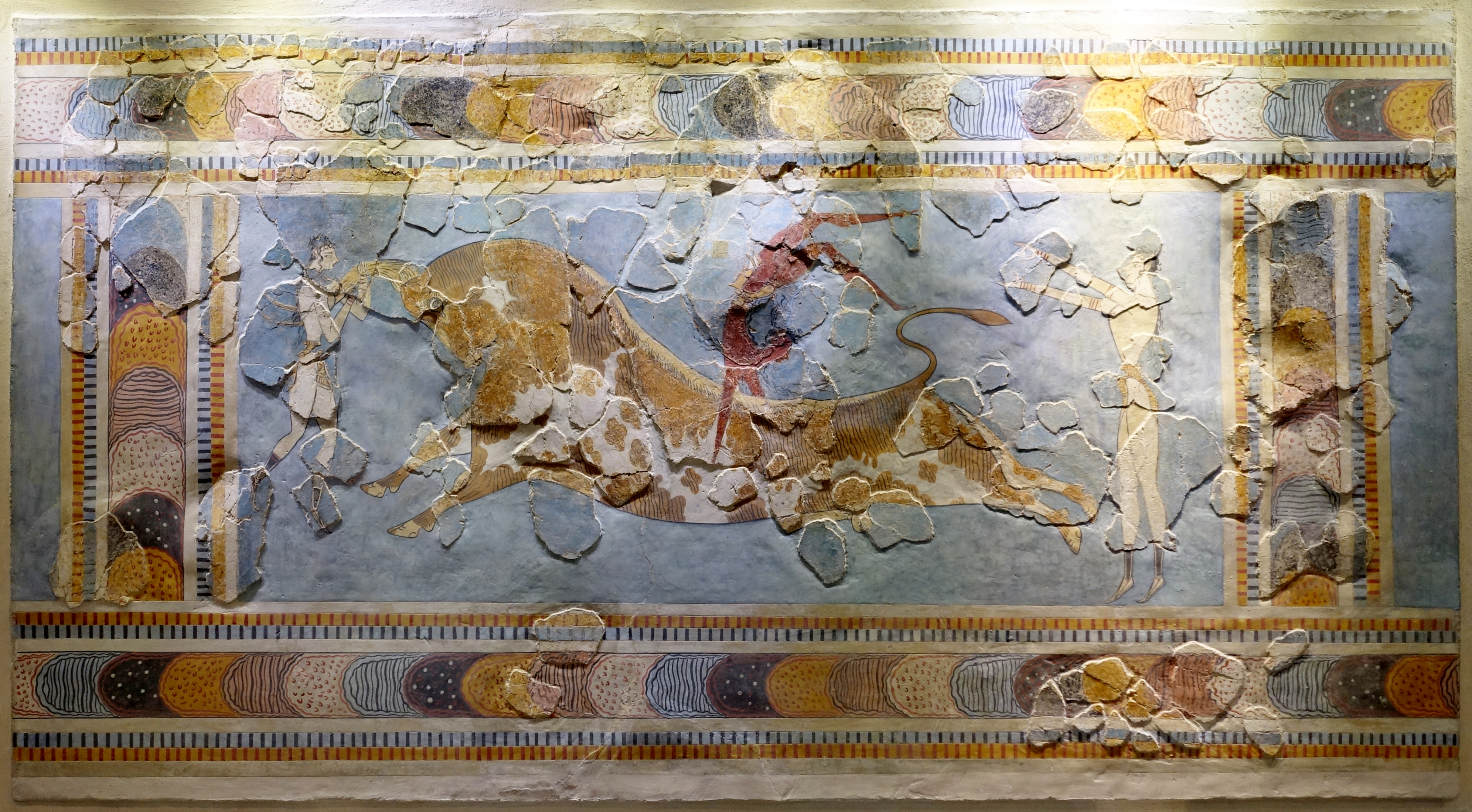
Stierspringer aus Knossos

Die minoische Kunst ist der künstlerische Ausdruck der minoischen Kultur der Bronzezeit, wie sie von der Insel Kreta auf benachbarte Inseln der südlichen Ägäis, das griechische Festland und bis nach Ägypten ausstrahlte. Hauptwerke der minoischen Kunst sind neben der Architektur vor allem die zahlreichen Wandmalereien und Malereien auf Vasen. Besonders erwähnenswert ist auch die Glyptik. Die Plastik spielte nur eine untergeordnete Rolle und ist meist klein.
Grundformen der minoischen Kunst sind logische geometrische Gefüge, die bald mit Spiralen und einfachen Pflanzmotiven verbunden wurden. Hier treten auch erstmals Wellenranken und Palmetten auf (vgl. Ornament).

## Vasenmalerei
Schon ab 2500 v. Chr. werden Vasen und Gefäße mit einfachen geometrischen Mustern bemalt. Mit Beginn der Mittleren Bronzezeit um 2000 v. Chr. und damit mit Beginn der minoischen Hochkultur im engeren Sinne erlebte die Vasenmalerei ihre erste Blüte. Tongefäße sind nun oftmals besonders fein und auf dunklem Untergrund mit zahlreichen floralen Motiven bemalt (Kamaresware). Ab etwa 1650 beginnt der Meeresstil. Es sind besonders Bilder von Meerbewohnern beliebt. Die Farbigkeit der Bemalung wird etwas eingeschränkt. Ab 1450 v. Chr. ist ein gewisser Niedergang festzustellen. Die Gefäße werden gröber und Abbildungen der Pflanzen werden immer mehr stilisiert.

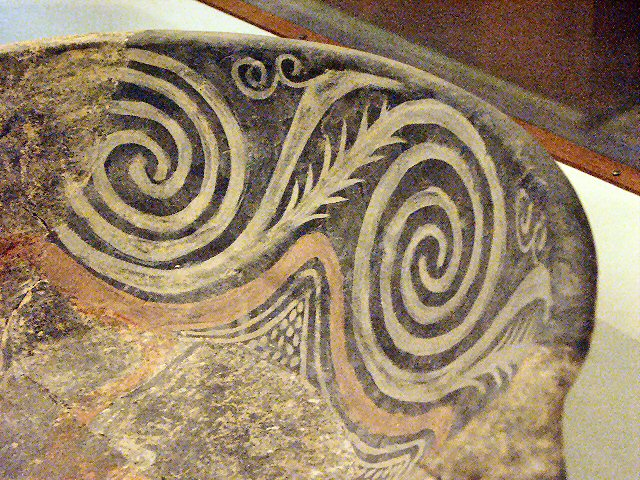
Kamaresware
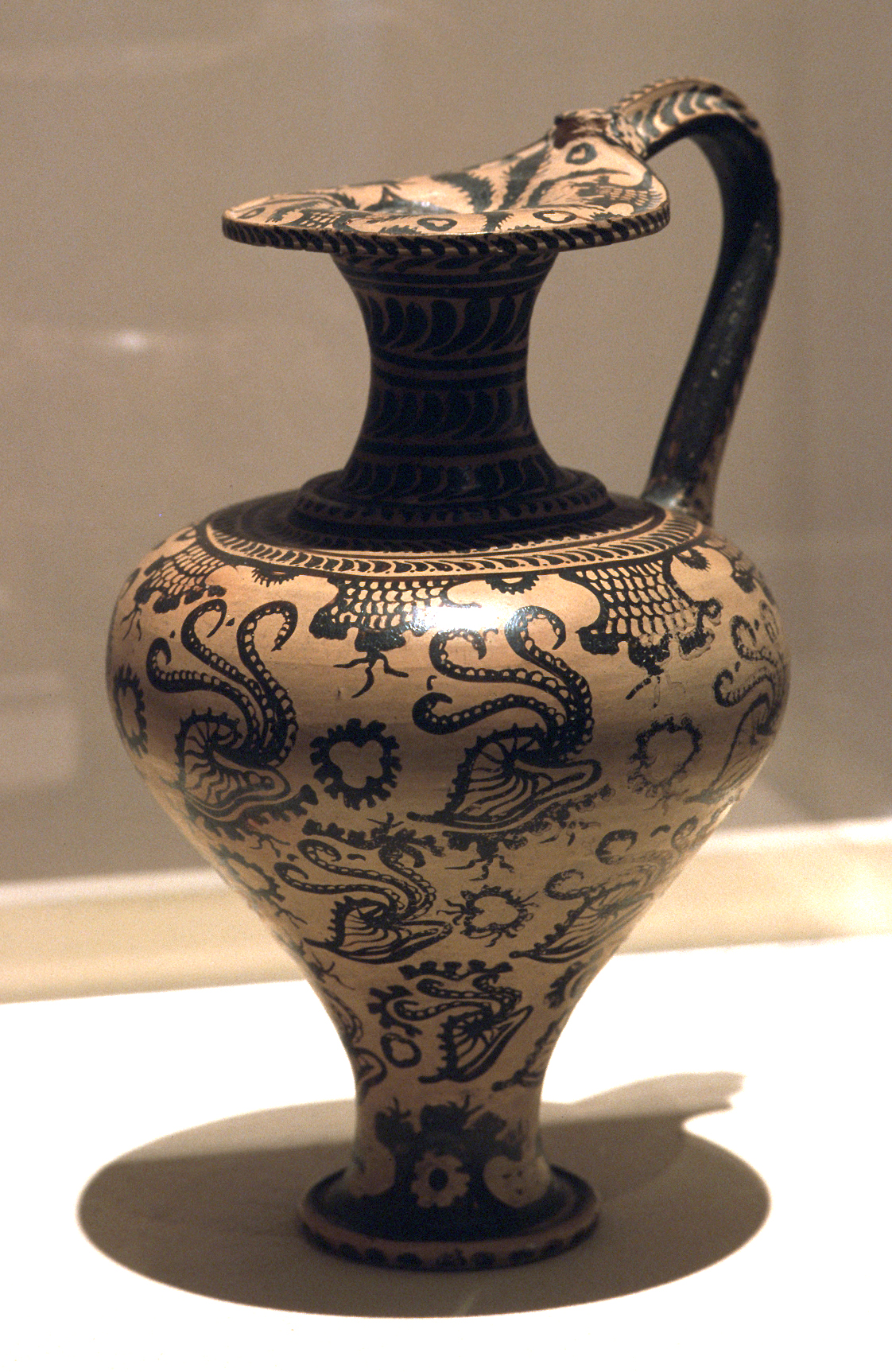
Kanne mit Meeresstildekor um 1500 v. Chr.
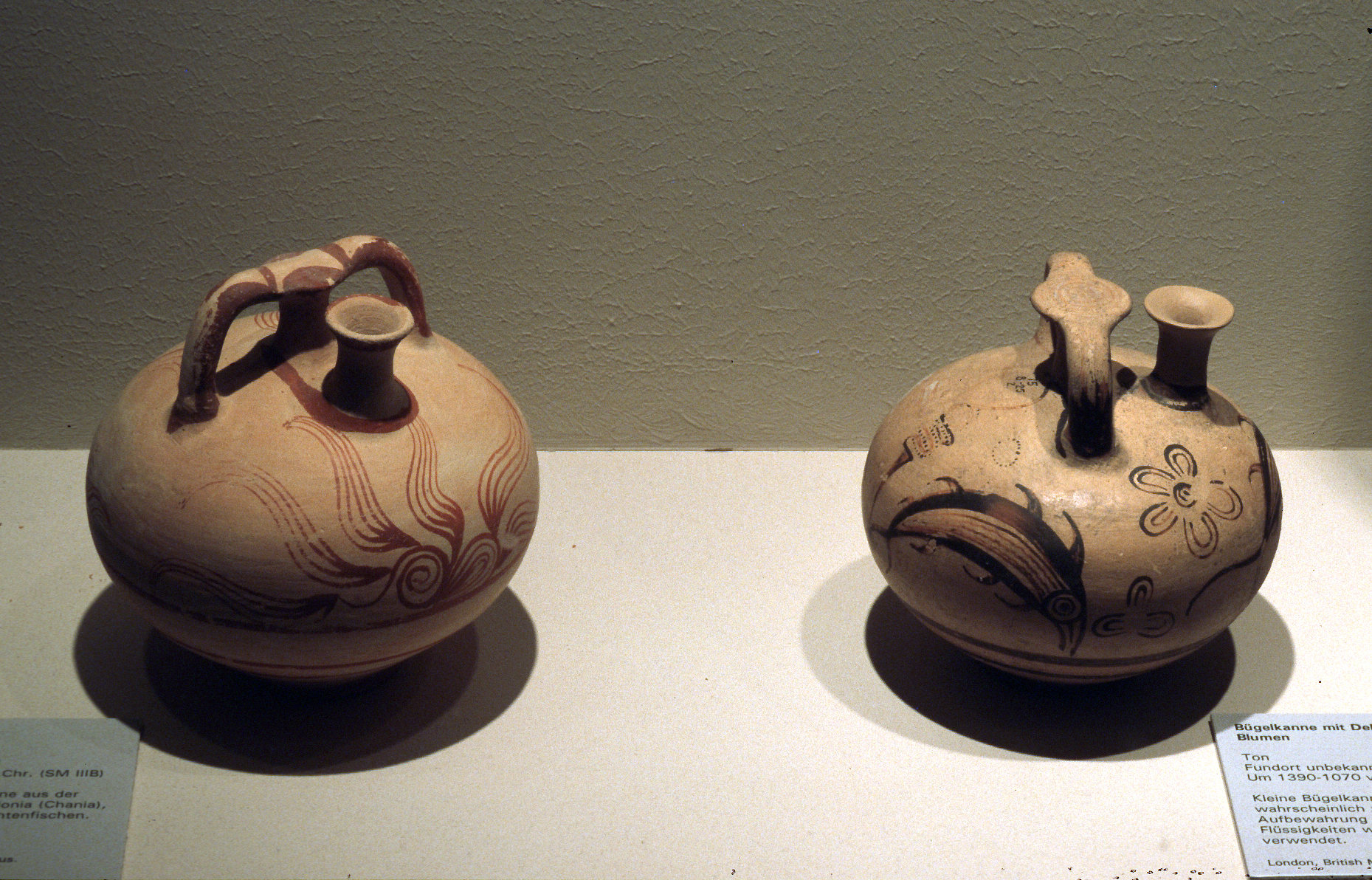
Bügelkannen, ungefähr 1390 bis 1070 v. Chr.
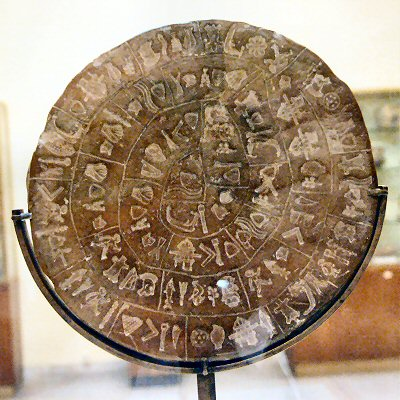
Diskos von Phaistos, Seite B

## Wandmalerei

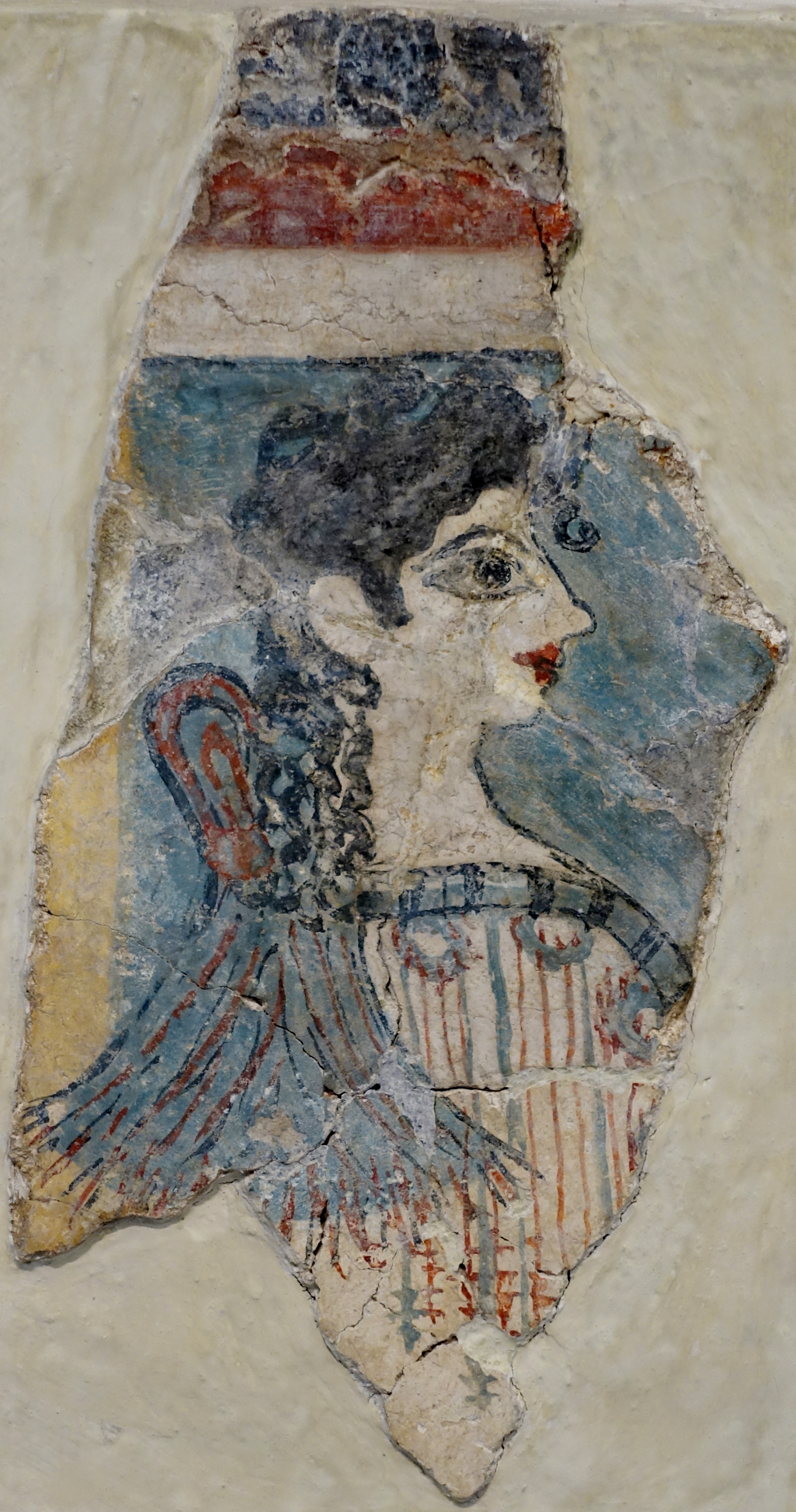
Wandmalereifragment aus Knossos, sog. "Kleine Pariserin"

Schon seit etwa 2500 v. Chr. wurden wichtige Räume stuckiert und dann durchgehend rot bemalt. Seit Mittelminosch I (etwa 2000 v. Chr.) gibt es Belege für einfache geometrische Muster in Malia und Phaistos.
Vor allem im Palast von Knossos, aber auch an anderen Orten fanden sich figürliche Wandmalereien. Die ältesten Beispiele werden um 1700 bis 1600 v. Chr. angesetzt. Die Wandmalerei zeigt schon von Anfang an eine besondere Vorliebe für Naturszenen, Blumen und stilisierte Landschaften. Besonders bemerkenswert sind die Darstellungen von Bewegungsabläufen, die die minoische Kunst deutlich von der gleichzeitigen ägyptischen oder mesopotamischen unterscheidet. Hier ist der sogenannte Fliegende Galopp (siehe das Bild der Stierspringer) zu nennen, der dann auch von den Ägyptern übernommen wurde. Die Malereien fallen auch durch ihre Farbenpracht auf. Es gibt mehr oder weniger lebensgroße Darstellungen, aber auch Bilder, die als Miniaturfresken bezeichnet werden, vor allem hier findet man breit angelegte Szenenfolgen.
Eine Besonderheit sind flache Reliefs in Stuck, die man vor allem in Knossos fand. Es finden sich hier figürliche Darstellungen, aber auch sich endlos wiederholende Muster. Diese Stuckreliefs waren in der Regel bemalt.

## Plastik
Die minoische Plastik ist meist relativ klein. Terrakotten sind eher anspruchslos gestaltet. Kleinere Bronzefiguren, die nicht größer als 25 cm sind, sind dagegen sehr naturnah. Sie stellen wohl meist Betende dar, mit im Gebet erhobenen Armen. Ebenso realistisch sind Tierfiguren, wie Figuren von Stieren oder Ziegen. Einen vergleichbaren naturalistischen Stil zeigen einige Fayence- und Elfenbeinfiguren.
Die kretischen Paläste sind unbefestigt um große, für den Kult bestimmte Höfe gruppiert.
Die kretische Religion erwies sich durch Darstellungen auf Vasen und Wänden als grundverschieden von der neolithischen: sie verehrt die Götter nicht im greifbaren Idol, sondern als alles durchdringende Naturmächte, deren Gestalt nur in Visionen erscheint und deren Geheimnis in uralten Sagen von der Geburt, der Liebe und den Kämpfen der Götter angedeutet wird.

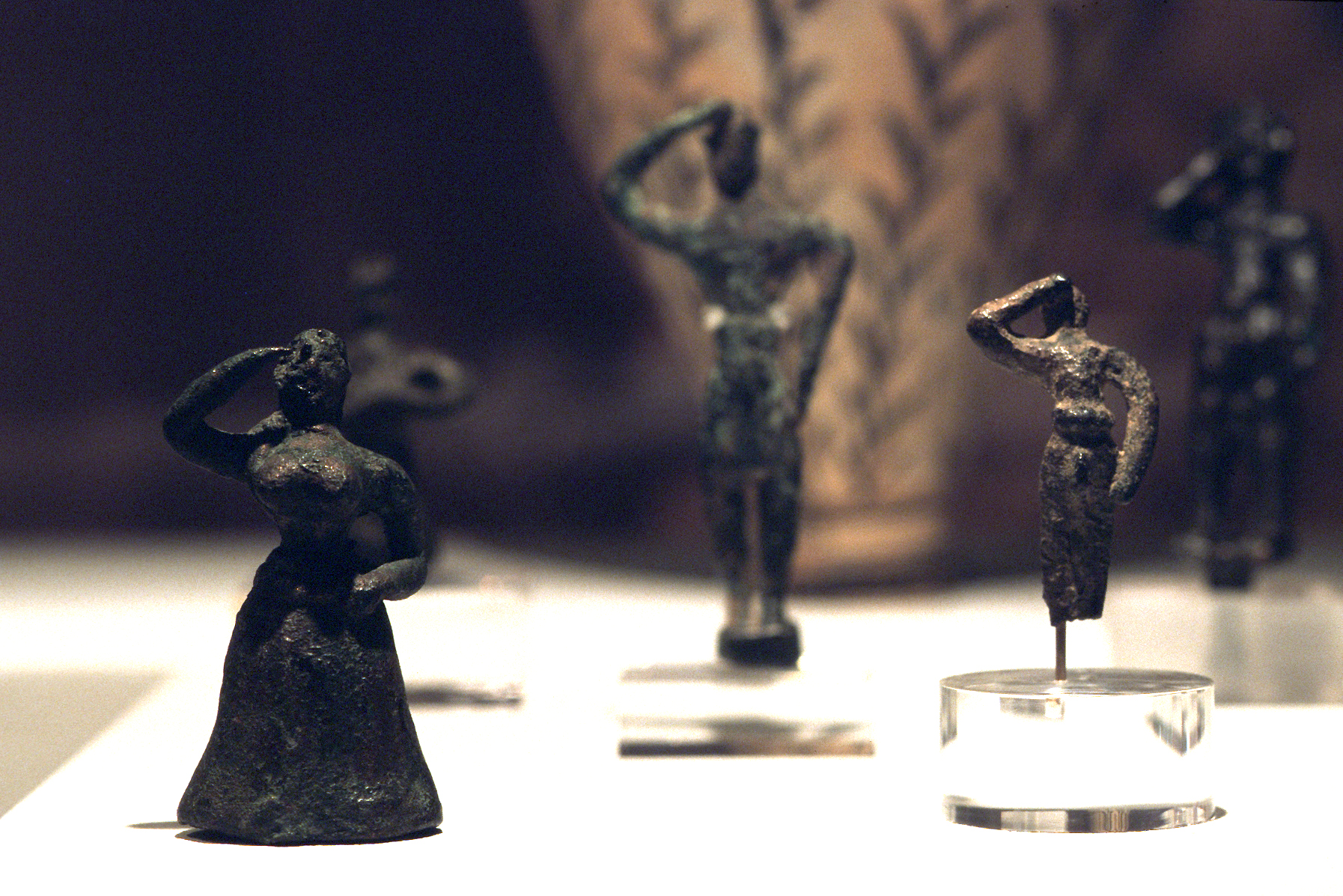
Minoische Bronzefiguren
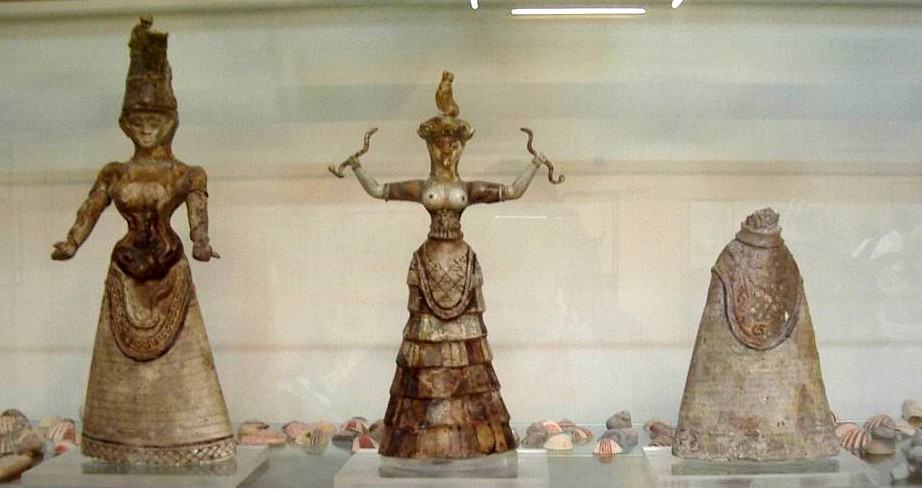
Fayencefiguren aus Knossos

## Schmuck
Der bedeutendste Fund von Schmuckstücken der minoischen Kultur wurde auf der Insel Ägina gemacht. Der Fund wird daher als Ägina-Hort bezeichnet und ist im British Museum in London ausgestellt.

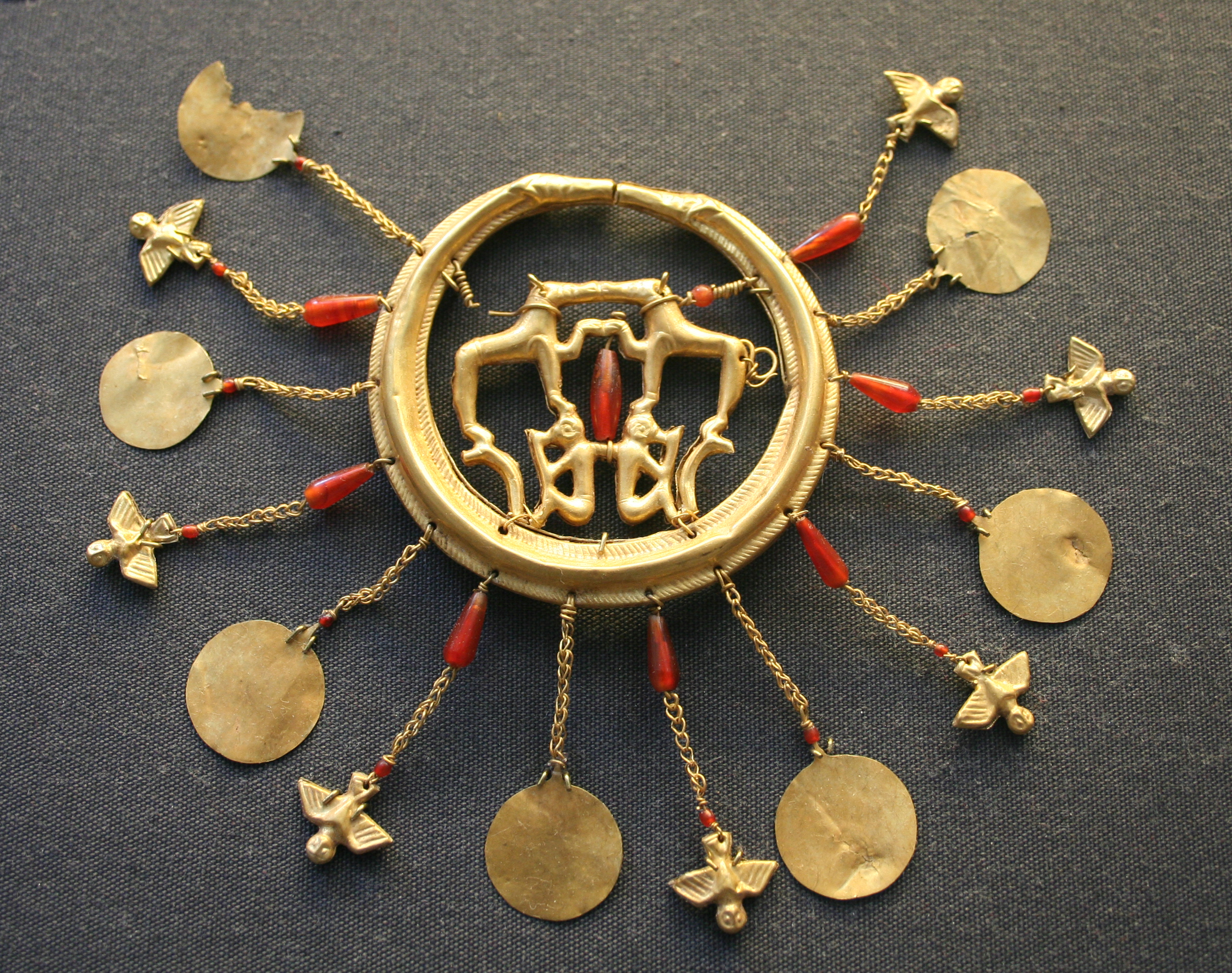
Ägina-Hort: Ohrgehänge
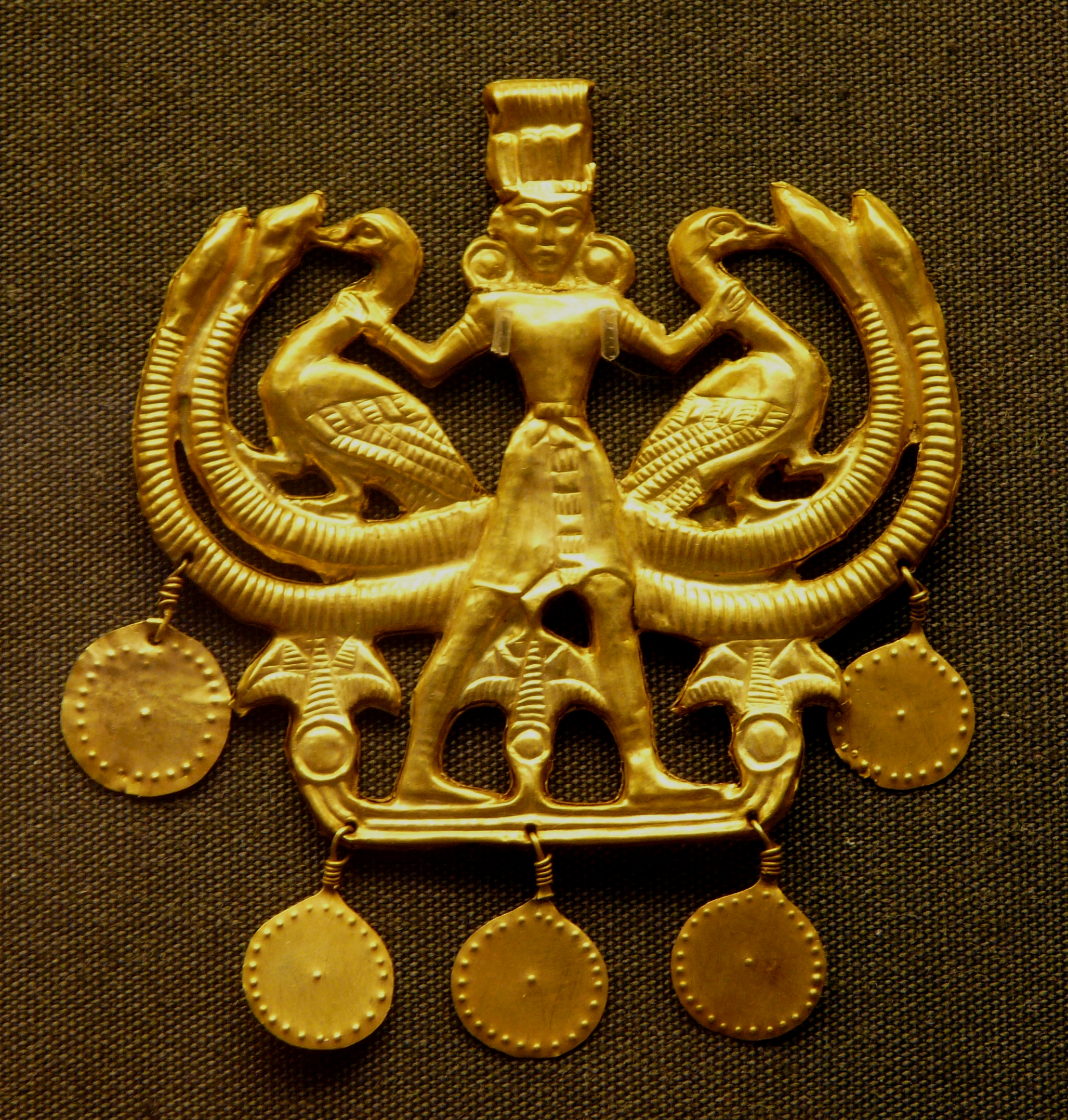
Ägina-Hort: Anhänger mit Motiv Herr der Tiere
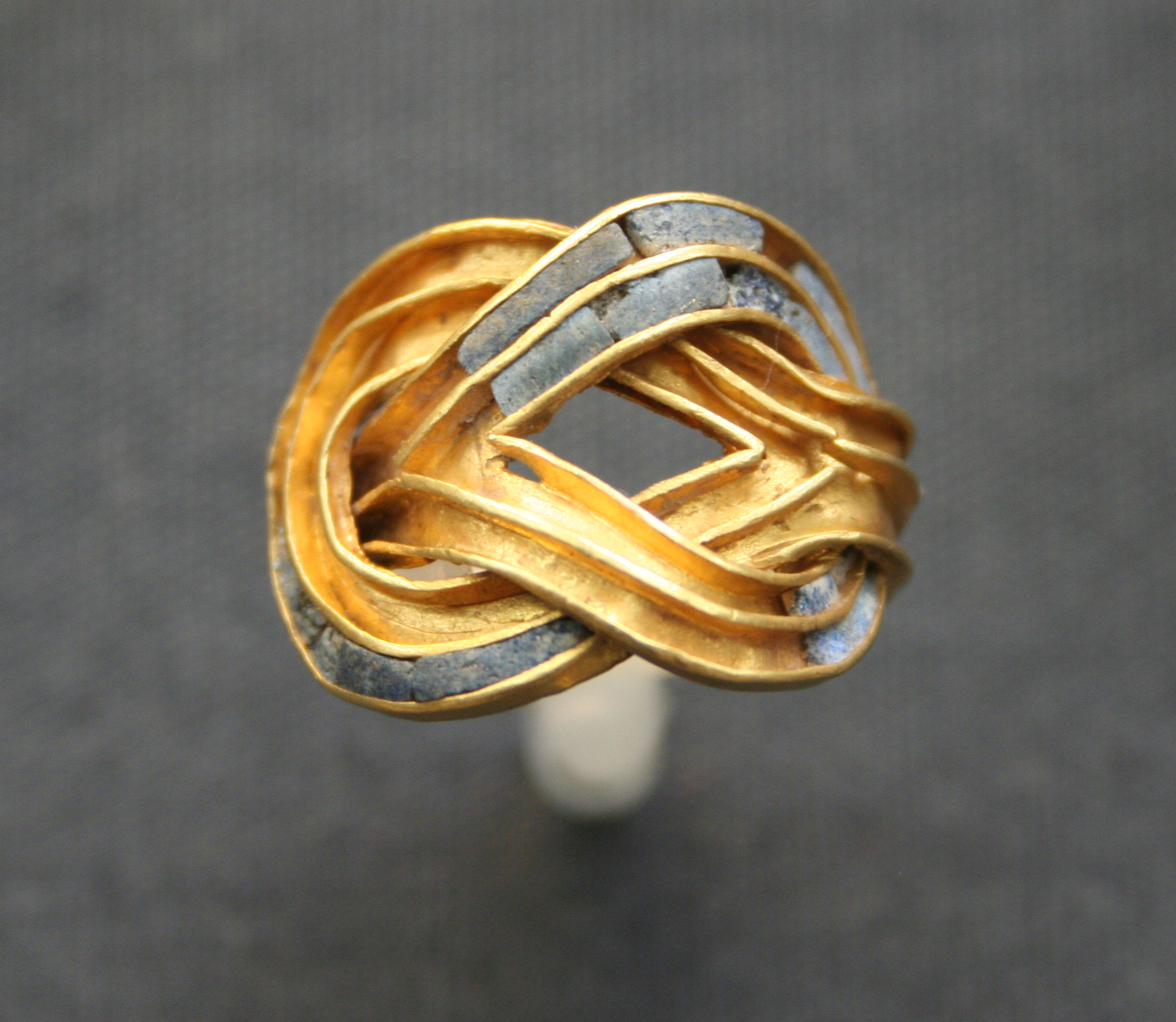
Ägina-Hort: Fingerring mit Lapislazuli-Einlage
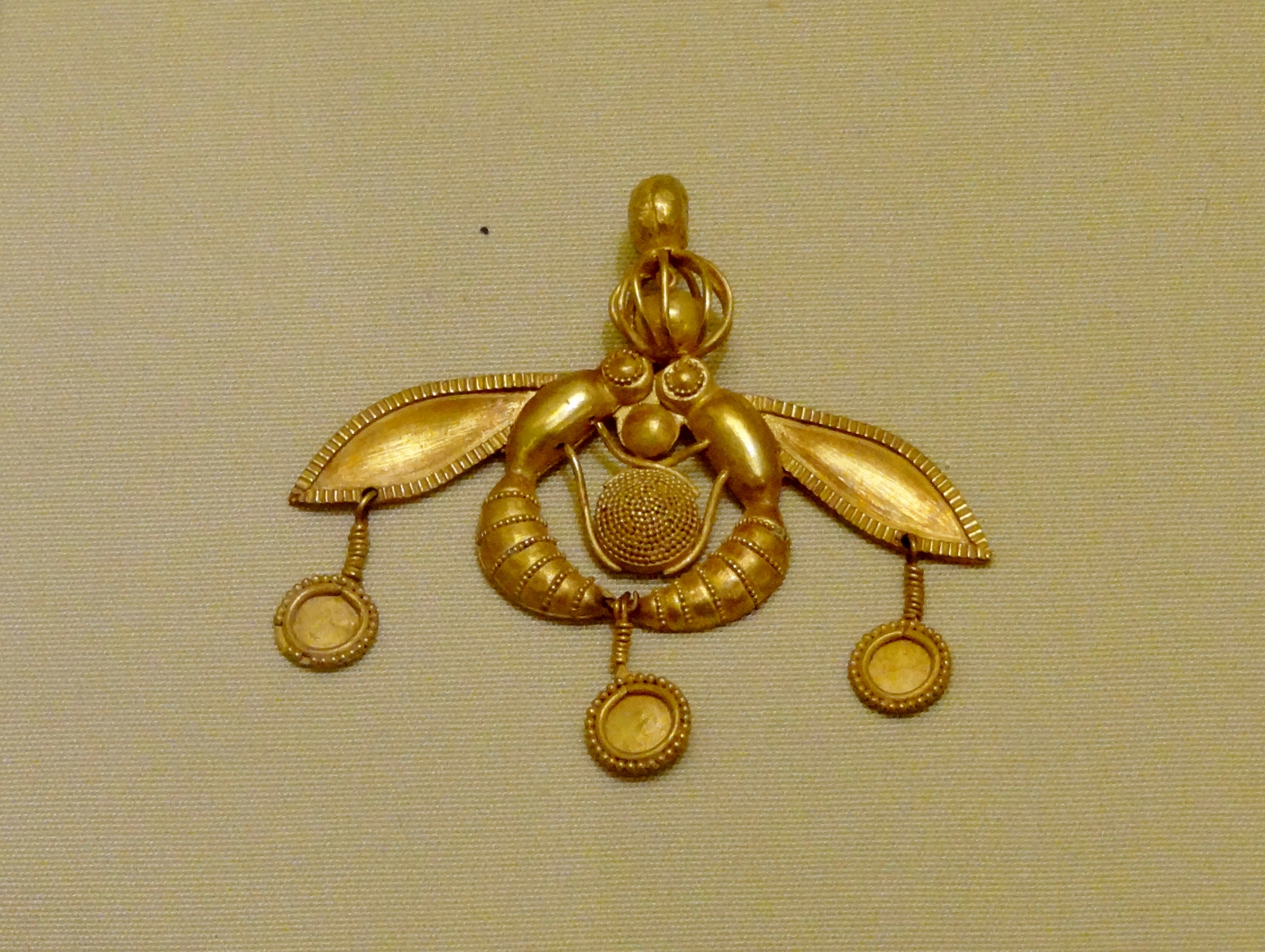
Malia: Goldschmuck: „Bienen von Malia“

## Problematik der Echtheit der archäologischen Funde
Emile Gilliéron und sein Sohn Emile (1885–1939) wirkten bei der Rekonstruktion des Palastes von Knossos und der Aufarbeitung der Funde mit. Die Ergebnisse ihrer Arbeiten sind oft „künstlerisch sehr frei“ bzw. werden von einigen Spezialisten auch als Kunstfälschungen betrachtet. Ihre Bearbeitungen orientierten sich nicht am archäologischen Standard, auch zu jener Zeit. Manches, wie der Diskos von Phaistos oder die Schlangengöttin von Knossos, steht im Verdacht eine reine Fälschung zu sein.
So wird Luigi Pernier, der den Diskos von Phaistos am 3. Juli 1908 entdeckt haben soll, verdächtigt, den Schweizer Künstler und Restaurator Emile Gilliéron beauftragt zu haben, den Diskos zu fälschen.